# 傑克遜鎮區 (北卡羅萊納州尤寧縣)
傑克遜鎮區（英語：Jackson Township）是位於美國北卡羅萊納州尤寧縣的一個鎮區。

## 地方資料
傑克遜鎮區的面積為151.77平方千米，皆為陸地。根據2020年美國人口普查的數據，當地共有人口14328人，而人口密度為每平方千米94.41人。